# رولینگ گراند (ویسکانسین)
رولینگ گراند (به انگلیسی: Rolling Ground) یک منطقهٔ مسکونی در ایالات متحده آمریکا است که در شهرستان کرافورد، ویسکانسین واقع شده‌است. رولینگ گراند ۳۶۶٫۹۸ متر بالاتر از سطح دریا واقع شده‌است.